# Bromelina
Bromelina là một chi nhện trong họ Anyphaenidae.